# Giải bóng đá Merdeka
Giải bóng đá Merdeka hay Merdeka Cup (tiếng Anh: Merdeka Tournament hay Pestabola Merdeka) là một giải bóng đá danh dự của Malaysia, được tổ chức sau sự kiện Malaysia độc lập. Đây có thể coi là giải bóng đá quốc tế lâu đời nhất ở châu Á.
Trận chung kết được tổ chức tại Sân vận động Merdeka, Kuala Lumpur.
Các đội từ tất cả các châu lục ngoài Bắc Mỹ đều là á quân hoặc vô địch.

## Lịch sử

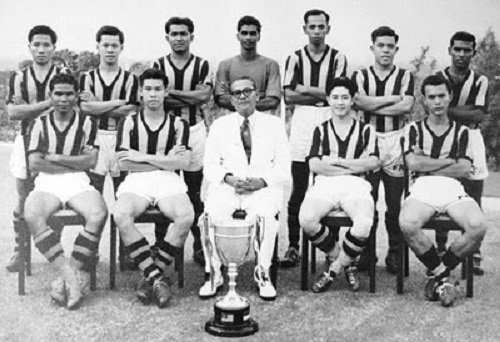
Đội giành chức vô địch Merdeka năm 1958

Giải bóng đá Merdeka là giải đấu bóng đá lâu đời nhất châu Á  kể từ năm 1957.

## Các đội vô địch
Dưới đây là danh sách các nhà vô địch trong các Giải bóng đá Merdeka kể từ năm 1957.
| Năm       | Quán quân             | Á quân                     | Tỷ số chung cuộc  |
| --------- | --------------------- | -------------------------- | ----------------- |
| 1957      | Hồng Kông             | Indonesia                  | –                 |
| 1958      | Malaya                | Ấn Độ                      | –                 |
| 1959      | Malaya                | Indonesia                  | –                 |
| 1960      | Malaya                | Hàn Quốc                   | 0–0               |
| 1961      | Indonesia             | Malaya                     | 2–1               |
| 1962      | Indonesia             | Pakistan                   | 2–1               |
| 1963      | Đài Loan              | Nhật Bản                   | –                 |
| 1964      | Myanmar               | Indonesia                  | 1–0               |
| 1965      | Hàn Quốc              | Đài Loan                   | 0–0               |
| 1966      | Việt Nam Cộng hòa     | Myanmar                    | 1–0               |
| 1967      | Hàn Quốc              | Myanmar                    | 0–0               |
| 1968      | Malaysia              | Myanmar                    | 3–0               |
| 1969      | Indonesia             | Malaysia                   | 3–2               |
| 1970      | Hàn Quốc              | Myanmar                    | 1–0               |
| 1971      | Myanmar               | Indonesia                  | 1–0               |
| 1972      | Hàn Quốc              | Malaysia                   | 2–1               |
| 1973      | Malaysia              | Kuwait                     | 3–1               |
| 1974      | Malaysia              | Hàn Quốc B                 | 1–0               |
| 1975      | Hàn Quốc              | Malaysia                   | 1–0               |
| 1976      | Malaysia              | Nhật Bản                   | 2–0               |
| 1977      | Hàn Quốc              | Iraq                       | 1–0               |
| 1978      | Hàn Quốc              | Iraq                       | 2–0               |
| 1979      | Hàn Quốc B            | Malaysia                   | 0–0               |
| 1980      | Maroc                 | Malaysia                   | 2–1               |
| 1981      | Iraq                  | CLB Sao Paulo XI           | 1–0               |
| 1982      | CLB Santa Catarina XI | Ghana                      | 3–0               |
| 1983      | CLB Buenos Aires XI   | Algérie                    | 2–1               |
| 1984      | U-23 Hàn Quốc         | CLB Minas Gerais XI        | 2–0               |
| 1985      | U-23 Hàn Quốc         | CLB America Rio de Janeiro | 7–4 (s.h.p.)      |
| 1986      | Malaysia              | CLB Tiệp Khắc XI           | 3–0               |
| 1987      | Olympic Tiệp Khắc     | Hàn Quốc                   | 3–2               |
| 1988      | CLB Hamburger SV      | CLB Tirol Innsbruck        | 1–0               |
| 1989      | Không tổ chức         | Không tổ chức              | Không tổ chức     |
| 1990      | Không tổ chức         | Không tổ chức              | Không tổ chức     |
| 1991      | CLB SK Admira Wacker  | Olympic Trung Quốc         | 3–0               |
| 1992      | Không tổ chức         | Không tổ chức              | Không tổ chức     |
| 1993      | Malaysia              | U-23 Hàn Quốc              | 3–1               |
| 1994      | Không tổ chức         | Không tổ chức              | Không tổ chức     |
| 1995      | Iraq                  | CLB Budapesti Vasas        | 2–0               |
| 1996      | Không tổ chức         | Không tổ chức              | Không tổ chức     |
| 1997      | không tổ chức         | không tổ chức              | không tổ chức     |
| 1998      | Không tổ chức         | Không tổ chức              | Không tổ chức     |
| 1999      | Không tổ chức         | Không tổ chức              | Không tổ chức     |
| 2000      | New Zealand           | Malaysia                   | 2–0               |
| 2001      | Uzbekistan            | Bosna và Hercegovina       | 2–1               |
| 2002      | Không tổ chức         | Không tổ chức              | Không tổ chức     |
| 2003      | Không tổ chức         | Không tổ chức              | Không tổ chức     |
| 2004      | Không tổ chức         | Không tổ chức              | Không tổ chức     |
| 2005      | Không tổ chức         | Không tổ chức              | Không tổ chức     |
| 2006      | Myanmar               | Indonesia                  | 2–1               |
| 2007      | U-23 Malaysia         | Myanmar                    | 3–1               |
| 2008      | U-22 Việt Nam         | Malaysia                   | 0–0 (6–5 p)       |
| 2009-2012 | Bị hủy                | Bị hủy                     | Bị hủy            |
| 2013      | U-23 Malaysia         | U-23 Myanmar               | 2–0               |
| 2014-2022 | Không tổ chức         | Không tổ chức              | Không tổ chức     |
| 2023      | [ chưa xác định ]     | [ chưa xác định ]          | [ chưa xác định ] |

## Thành tích của các đội
| #  | Đội                                | Vô địch | Á quân | Đồng vô địch | Tổng cộng |
| -- | ---------------------------------- | ------- | ------ | ------------ | --------- |
| 1  | Malaysia (Tính luôn Malaya)        | 10      | 7      | 2            | 17        |
| 2  | Hàn Quốc                           | 7       | 2      | 2            | 9         |
| 3  | Myanmar/Burma                      | 4       | 4      | 1            | 7         |
| 4  | Indonesia                          | 3       | 4      | —            | 7         |
| 5  | Iraq                               | 2       | 2      | —            | 4         |
| 6  | Hàn Quốc B                         | 3       | 1      | 1            | 4         |
| 7  | Việt Nam (Kể cả Việt Nam Cộng hòa) | 2       | —      | —            | 2         |
| 8  | U-23 Malaysia                      | 2       | —      | —            | 2         |
| 9  | Tiệp Khắc                          | 1       | 1      | —            | 2         |
| 10 | Đài Bắc Trung Hoa                  | 1       | —      | 1            | 2         |
| 11 | SK Admira Wacker                   | 1       | —      | —            | 1         |
| 11 | Buenos Aires XI                    | 1       | —      | —            | 1         |
| 11 | Hamburger SV                       | 1       | —      | —            | 1         |
| 11 | Hong Kong League XI                | 1       | —      | —            | 1         |
| 11 | Maroc                              | 1       | —      | —            | 1         |
| 11 | New Zealand                        | 1       | —      | —            | 1         |
| 11 | Santa Catarina XI                  | 1       | —      | —            | 1         |
| 11 | Uzbekistan                         | 1       | —      | —            | 1         |
| 11 | Yangzee                            | 1       | —      | —            | 1         |
| 12 | Ấn Độ                              | —       | 2      | —            | 2         |
| 12 | Nhật Bản                           | —       | 2      | —            | 2         |
| 13 | Pakistan                           | —       | 1      | —            | 1         |
| 13 | Kuwait                             | —       | 1      | —            | 1         |
| 13 | Sao Paulo XI                       | —       | 1      | —            | 1         |
| 13 | Ghana                              | —       | 1      | —            | 1         |
| 13 | Algérie                            | —       | 1      | —            | 1         |
| 13 | Minas Gerais XI                    | —       | 1      | —            | 1         |
| 13 | América FC Rio de Janeiro          | —       | 1      | —            | 1         |
| 13 | FC Tirol Innsbruck                 | —       | 1      | —            | 1         |
| 13 | Olympic Trung Quốc                 | —       | 1      | —            | 1         |
| 13 | Budapesti Vasas SC                 | —       | 1      | —            | 1         |
| 13 | Bosna và Hercegovina               | —       | 1      | —            | 1         |
| 13 | U-23 Myanmar                       | —       | 1      | —            | 1         |